# Embabeh
Embabeh ou Imbaba, en arabe : إمبابة Imbāba, en arabe égyptien : إمبابه, API: [emˈbæːbæ]) est une ville de la Basse-Égypte, sur la rive gauche du Nil, vis-à-vis de Boulaq. C'est dans ses environs qu'eut lieu la bataille des Pyramides en 1798 lors de la campagne d'Egypte.